# Didier Chambovey

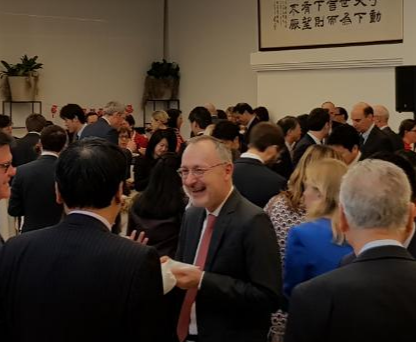
Chambovey auf einer Veranstaltung der Vertretung des Separate Customs Territory of Taiwan, Penghu, Kinmen and Matsu

Didier Chambovey (* 1961 in Sion, Schweiz) ist ein Schweizer Diplomat und ehemaliger Vorsitzender des Allgemeinen Rates der Welthandelsorganisation (WTO).

## Leben
Didier Chambovey wurde 1961 in Sion in der Schweiz geboren, wo er auch die Schule besuchte. Er studierte Wirtschaftswissenschaften an der Universität Lausanne und schrieb an dieser auch einen PhD. 1987 trat er in die Schweizer Verwaltung ein, wo er sich auf die internationalen wirtschaftlichen Beziehungen spezialisierte. Von 1987 bis zum Jahr 1990 war er dabei Mitglied der Schweizer Delegation bei der Uruguay-Runde des Allgemeinen Zoll- und Handelsabkommens (GATT). Danach hat er bis 1993 im Bereich der Wirtschaftszusammenarbeit mit Zentral- und osteuropäischen Länder gearbeitet.
1993 wechselte er dann zur Welthandelsorganisation und wurde dort Abteilungsleiter. Im Jahre 1998 trat er dann wieder in den Schweizer Staatsdienst ein und wurde stellvertretender Ständiger Vertreter der Schweiz bei der Welthandelsorganisation, was er bis 2006 blieb. Im Anschluss wurde er stellvertretender Generalsekretär der EFTA. Diesen Posten übte er bis 2011 aus. Danach leitete er den Bereich für Welthandel im Staatssekretariat für Wirtschaft SECO. Ebenso war er Botschafter des Bundesrates für Handelsverträge. Seit 2015 ist er Vorsitzender des OECD Trade Commitee.
Seit dem Jahr 2016 war er als Nachfolger von Remigi Winzap der Ständige Vertreter der Schweiz bei der Welthandelsorganisation und der EFTA, sowie der UNCTAD, UNECE und dem ITC. Dafür wurde er vom Bundesrat zum außerordentlichen und bevollmächtigten Botschafter ernannt. Er blieb weiterhin in der Leitung des SECO. Im Jahre 2018 unterzeichnete er für die Schweiz das bilaterale Abkommen zum Beitritt Belarus zur WTO.
Am 4. März 2021 wurde er für die Amtsperiode von einem Jahr zum Vorsitzenden des Dispute Settlement Body ernannt. Er wurde dann im Jahr 2022 zum Vorsitzenden des Allgemeinen Rates der Welthandelsorganisation gewählt. Dieses Amt ist das höchste gewählte Amt innerhalb der Welthandelsorganisation. Die erste Sitzung des Allgemeinen Rates unter seiner Führung war der 22. Februar 2022. Im Rahmen dieser Arbeit koordiniert er die Implementation der Beschlüsse der 12. Ministerkonferenz in den zahlreichen Komitees der WTO, so unter anderem des Übereinkommens über Fischereisubventionen. Er beauftragte Kamina Johnson Smith mit der Leitung der Arbeitsgruppe zur Reform der Welthandelsorganisation. Ihm folgte im Amt des Vorsitzenden des Rates im März 2023 Athaliah Lesiba Molokomme. Mit Ende August endete seine Zeit als Leiter der Schweizer Mission bei WTO und EFTA und im September 2023 ging er in den Ruhestand.
Er hat als Panelist bei zahlreichen WTO Panels gewirkt und hat verschiedene GATT und WTO Komitees geleitet. Ebenso lehrte er an der Universität Lausanne und der Universität Neuchâtel. Chambovey ist ebenso Autor einiger Artikel und Papiere im Bereich der Ökonomie.
Er spricht Deutsch, Englisch und Französisch.

## Ansichten
Im Rahmen des Ablaufes der Amtsperiode der letzten beiden Richter des Appellate Body beschrieb er, dass die Krise zwar groß sei, es jedoch noch weitere Möglichkeiten der Streitbeilegung gäbe und deshalb die Welthandelsordnung noch nicht gescheitert sei.
Er stand ursprünglich dem TRIPS Waiver bei den Impfstoffpatenten kritisch gegenüber und bezweifelte, dass durch diese Aussetzung mehr Impfdosen produziert werden. Man wolle aber der Gegenseite entgegengehen.